# ブランズタワー南千住
ブランズタワー南千住（ブランズタワーみなみせんじゅ）は、東京都荒川区にある超高層マンション。

## 概要
南千住駅前地区のシンボル的施設建設を目的として南千住西口駅前地区第一種市街地再開発事業によって建設された。事業費は131億円。従前は木造家屋などが密集していたが、つくばエクスプレスの開業により土地の高度利用の機運が高まり、実現に至った。駅前広場も同時に整備された。東口はハープタワーを中心に超高層ビルが林立していたが、西口では初めての超高層建築物であった。

## 沿革
- 1992年（平成4年）7月 - 南千住駅前地区まちづくり研究会の発足[2]。
- 2001年（平成13年）12月 - 南千住西口駅前地区市街地再開発準備組合が発足。
- 2003年（平成15年）11月 - 都市計画決定。
- 2006年（平成18年）12月 - 権利変換計画認可。
- 2007年（平成19年）8月 - 工事着工。
- 2010年（平成22年）1月 - 事業完了。